# Distrito de Werdenberg
El distrito de Werdenberg (en alemán Wahlkreis Werdenberg) es uno de los ocho distritos del cantón de San Galo, está ubicado al oeste del cantón.
El distrito fue creado en 2003 y corresponde exactament al territorio del antiguo distrito de Werdenberg.

## Geografía
El distrito de Werdenberg se encuentra situado en la porción este del cantón, a orillas del río Rin. Limita al norte con el distrito de Rheintal, al este con el principado de Liechtenstein, al sur con Sarganserland, al oeste con Toggenburgo, y al noroeste con el cantón de Appenzell Rodas Interiores.

## Comunas
| Distrito de Werdenberg | Distrito de Werdenberg | Distrito de Werdenberg |
| Comunas                | Población (31.12.2008) | Superficie km²         |
| ---------------------- | ---------------------- | ---------------------- |
| Buchs                  | 10 954                 | 15.95                  |
| Gams                   | 3067                   | 22.28                  |
| Grabs                  | 6690                   | 54.64                  |
| Sennwald               | 4806                   | 41.53                  |
| Sevelen                | 4427                   | 30.34                  |
| Wartau                 | 5093                   | 41.74                  |
| Total (6)              | 35 037                 | 206.48                 |